# Theary Seng
Theary Chan Seng (nascida em 1971) é um ativista de direitos humanos cambojana-americana e advogada, a ex-diretora executiva do Centro para o Desenvolvimento Social e presidenta do Centro para a Educação Cívica Cambojana (CIVICUS Camboja). Ela é autora de Daughter of the Killing Fields, um livro sobre suas experiências quando criança durante o regime do Khmer Vermelho.

## Início da vida
Nascida como Chan Theary Seng, ela se mudou para os Estados Unidos em 1979 com seu irmão mais novo depois que o Khmer Vermelho foi derrotado pelo exército vietnamita. Aos sete anos, Theary perdeu seus pais e muitos parentes para o regime. Depois de 1995, ela foi voluntária em várias associações de direitos humanos e de trabalho. Ela se formou em direito pela Escola de Direito da Universidade de Michigan em 2000 e foi admitida na New York State Bar Association e na American Bar Association. Seng voltou ao Camboja em 2004.

## Trabalhos
Ela foi diretora executiva do Centro de Desenvolvimento Social, que se concentrou principalmente em garantir um julgamento justo no Tribunal do Khmer Vermelho. Ela agora é presidente da CIVICUS, uma organização que trabalha com educação cívica, reconciliação e construção da paz. Ela trabalhou com muitas ex-vítimas do Khmer Vermelho. Theary organizou uma campanha de dardos em Phnom Penh quando o presidente Barack Obama fez sua primeira visita oficial ao Camboja. O jogo apresentava o ex-secretário de Estado Henry Kissinger, que chamou a atenção para a alegada culpa americana em levar o Khmer Vermelho ao poder após o bombardeio.
Seng disse que o bombardeio americano no início da década de 1970 no Camboja "teve a consequência direta de matar meio milhão de pessoas e a consequência indireta de criar as condições que nos deram o Khmer Vermelho. Kissinger é legal e moralmente responsável". Ela pediu que o mandato do tribunal do Khmer Vermelho fosse continuado. Durante o julgamento de Kang Kek Iew aka Duch, ela se retirou como parte civil por causa de uma controvérsia no tribunal.